# Muang Longxan
Muang Longxan är ett distrikt i Laos.   Det ligger i provinsen Vientiane, i den västra delen av landet, 80 km norr om huvudstaden Vientiane.